# História dos Estados Unidos (1783–1815)
O período da história dos Estados Unidos entre 1783 e 1815 caracteriza-se pelos primeiros anos de independência dos Estados Unidos, e da união das treze ex-colônias britânicas para formar um único país. As Treze Colônias haviam lutado bravamente pela independência durante a Revolução Americana de 1776. O Reino Unido assumiu a derrota em 1783, e — pelos termos do Tratado de Paris — reconheceu oficialmente a independência dos Estados Unidos.
O período que estende-se entre 1783 e 1815 caracteriza-se por três fatos:
- O primeiro foi a criação efetiva do governo americano. Durante os primeiros anos de independência, os Estados Unidos não passavam de uma Confederação de Estados. Ainda não havia governo nacional efetivamente. Em 1787, representantes de todos os Estados americanos, bem como outros oficiais importantes, reuniram-se e escreveram juntamente a Constituição americana. Esta constituição define explicitamente o papel e os poderes do governo federal no país. A Carta de Direitos foi aprovada em seguida. George Washington foi o primeiro Presidente do país, em 1789.
- O segundo fato marcante deste período da história americana foi o início da expansão territorial, que já iniciara-se com a independência. As treze colônias anexaram um enorme território britânico, como parte dos termos do Tratado de Paris. Este território estendia-se do sul dos Grandes Lagos até a Flórida espanhola, e dos Apalaches até o Rio Mississippi. Em 1803, o território controlado pelos Estados Unidos dobrou, com a Compra da Louisiana.
- O terceiro fato marcante deste período da história americana foi a instabilidade e as dificuldades enfrentadas pelo governo americano. Surgiram  problemas tais como a falta de fundos, falta de infraestrutura e atritos nas relações diplomáticas e econômicas entre o recém-formado país e as potências europeias, especialmente o Reino Unido e a França. Estes atritos eventualmente levariam à Guerra Anglo-Americana, uma guerra ocorrida na América do Norte, entre os Estados Unidos e as colônias britânicas que atualmente compõem o Canadá. Esta guerra terminou em status quo em 1815, cujos principais efeitos nos Estados Unidos foram o crescente isolamento do país no cenário mundial e o crescimento do nacionalismo e patriotismo americano.

## Estabelecimento do governo federal

### Artigos da Confederação
Logo após a declaração de independência dos Estados Unidos em 1776, os principais oficiais das treze antigas colônias britânicas, — agora, Estados dos Estados Unidos — passaram a planejar a instalação de um sistema de governo central, que seria válido para todo o novo país. Até então, cada um dos novos Estados possuía sua própria Constituição, mas não existia uma Constituição que valesse para todos os treze Estados. Em 1781, ainda durante a Revolução Americana, um sistema de governo federal rudimentar foi instalado nos treze Estados, sob as leis e medidas dos Artigos da Confederação.
Os Artigos da Confederação dava ao governo federal o poder de declarar guerra e de manejar seu próprio departamento de relações internacionais. Porém, os Artigos da Confederação não davam ao governo americano o poder de coletar impostos em todo o país, regular o comércio inter-estadual ou internacional, ou direcionar o governo destes Estados. Segundo os Artigos da Confederação, cada Estado seria responsável por manejar o próprio governo e cada um dos estados seriam também os únicos com poder de criar impostos e leis próprias.
A Revolução Americana de 1776 havia criado um sério problema para os Estados Unidos: a criação de uma gigantesca dívida por parte do governo americano. Porém, o pagamento desta dívida era impossível, uma vez que o governo americano não tinha o poder de coletar impostos no país. O governo americano sofria muito com a falta de fundos, até mesmo para manter um sistema de defesa nacional. Durante os primeiros anos como um país independente, os Estados Unidos enfrentavam uma séria recessão econômica.

### Convenção Constitucional de 1787

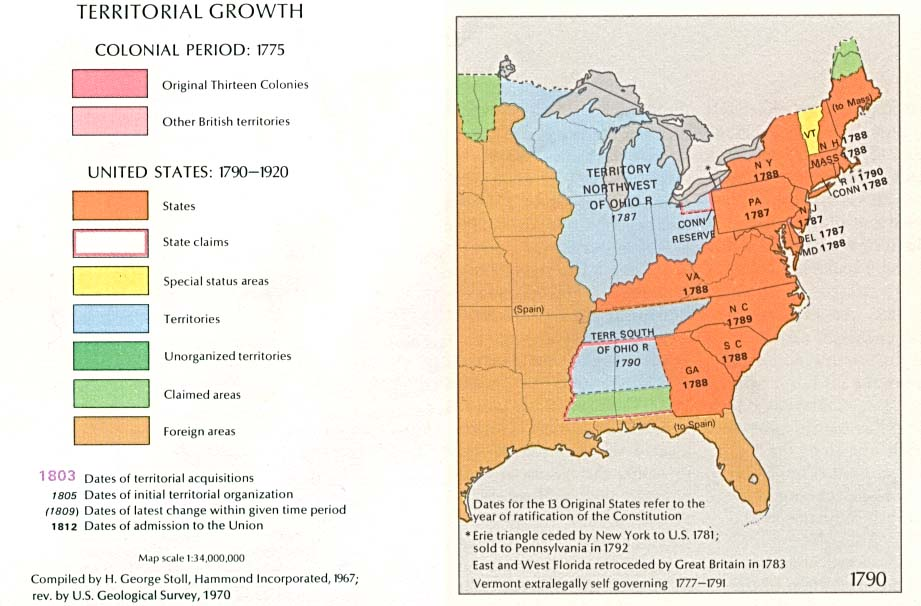
O crescimento territorial dos Estados Unidos na década de 1790.

Em 1786, a Virgínia persuadiu cinco Estados a enviarem representantes à uma convenção constitucional em Annapolis, Maryland, para discutir temas como o comércio interestadual. Os representantes dos cinco Estados mais a Virgínia decidiram em conjunto que as políticas dos Artigos da Confederação precisavam ser mudadas. Assim sendo, estes seis Estados pressionaram os sete restantes a enviarem representantes à uma nova convenção constitucional, que seria realizada na Filadélfia. Esta convenção constitucional ocorreu durante o verão de 1787. Todos os Estados enviaram representantes com exceção de Rhode Island, que era contra qualquer tipo de intervenção extra-estadual dentro de seus limites territoriais. A Convenção Constitucional de 1787 foi presidida por George Washington, por decisão dos oficiais e representantes presentes na Convenção.
O modesto objetivo inicial desta convenção constitucional era a sugestão e mudanças aos Artigos da Confederação. Porém, rapidamente (e secretamente), todos os oficiais presentes nesta convenção começaram a trabalhar em uma nova Constituição, logo após o primeiro encontro. A Constituição proposta pela convenção pedia por um sistema federal de governo. Este governo trabalharia de forma independente e seria superior em relação aos Estados. Este governo teria a capacidade de cobrar impostos, e seria equipado com os três ramos: o Executivo, o Legislativo e o Judiciário.
O Poder Legislativo do país — o Congresso — foi, ao longo da convenção, o tema de maior controvérsia. Os estados de maior população queriam que a representação no Poder Legislativo por parte de cada estado fosse feita através do número de habitantes, ou seja os estados de maior população seriam dotadas de maior representação no Legislativo. Já os Estados de menor população queriam manter o poder que eles tinham segundo os Artigos da Confederação, na qual cada Estado possuía um único representante com direito a um único voto nas decisões. Durante a convenção, decidiu-se que o Legislativo seria composto por um congresso bicameral.
A casa superior seria composta pelo Senado, onde cada estado teria direito a dois representantes  escolhidos pelo próprio governador. A casa inferior seria composta pela Câmara dos Representantes, cuja representação dos Estados seria proporcional em relação à população de cada estado, e cujos representantes seriam eleitos pelo povo dos distritos com número de habitantes aproximadamente iguais entre si.
As regras da Constituição exigiam que a adoção de uma emenda constitucional ou de uma nova Constituição precisava ser aprovada pelos Estados para entrar em vigor. Assim sendo, a própria Constituição americana precisaria ser ratificada, ou seja, assinada, por cada Estado. Os oficiais e representantes da Convenção Constitucional de 1787 pediram pela realização de Convenções Constitucionais de ratificação em cada Estado, para a ratificação da Constituição americana por parte destes Estados.
Esta reforma do Congresso americano foi aprovada com facilidade pelos Estados de menor população. O Delaware, por exemplo, tornaria-se o primeiro Estado a ratificar a Constituição, em 7 de dezembro de 1787, tornando-se assim oficialmente o primeiro estado dos Estados Unidos. Mas estas reformas no Congresso encontraram grande oposição dos Estados de maior população, primariamente na Virgínia e especialmente em Nova Iorque. A nova Constituição tornou-se tema de grande controvérsia. A Virgínia fora a primeira colônia britânica bem sucedida no continente americano, possuía uma grande população, e diversas pessoas nativas dessa colônia desempenharam um papel essencial ao longo dos anos da Revolução Americana de 1776. Nessa época, os políticos da Virgínia eram os mais renomados do país. Já Nova Iorque possuía uma grande população e também uma extensão territorial significante, possuindo o mais movimentado e mais bem localizado porto no país. Ambos os Estados eram e foram essenciais para o futuro dos Estados Unidos. Porém, Nova Iorque era controlada por uma elite paroquial, e não se sabia se líderes regionais estariam dispostos a dividir o poder com políticos nacionais que controlariam o governo federal.

### Ratificação da Constituição
Os auto-intitulados "Federalistas" eram o grupo favorável à nova Constituição. Esse grupo político rapidamente ganhou grande apoio popular em toda a nação. Os membros mais conhecidos do grupo Federalista eram Alexander Hamilton, James Madison e John Jay; os principais contribuidores do Federalist Papers — uma série de 85 textos, publicados em jornais do Estado de Nova Iorque, que serviram de várias maneiras como documentos semi-oficiais para o insurgente Estados Unidos. Estes textos, porém, foram escritos após a Convenção Constitucional, e tomaram parte nos debates de ratificação da Constituição americana no Estado de Nova Iorque.
Os oponentes da nova Constituição e do fortalecimento do governo americano foram chamados de "Antifederalistas". Este grupo temia que um governo com o poder de criar impostos tornasse-se corrupto — tal qual o Reino Unido, décadas antes. Os mais notáveis antifederalistas foram Patrick Henry e George Mason. O grupo Antifederalista também preocupava-se da ausência de uma Carta de Direitos na Constituição.
Thomas Jefferson, que então atuava como o embaixador americano na França, não era federalista nem antifederalista, tendo decidido posicionar-se em uma região de neutralidade, e a aceitar um ou outro resultado. Porém, em cartas enviadas por Jefferson à França, para seu amigo e eventual aliado, James Madison, demonstravam suas preocupações sobre a nova Constituição. Os federalistas ganharam grande prestígio e vantagem com a aprovação de George Washington, que liderava a Convenção Constitucional.

#### Carta de Direitos
Muito da controvérsia gerada pela nova Constituição foi causada pelo fato de que esta não especificava um número adequado de leis para garantir a liberdade de direitos de cada cidadão. Por isso, um grupo de dez emendas à constituição foram adicionados à constituição americana, em um ato conhecido como a Carta de Direitos.
As promessas de uma Carta de Direitos por parte de Madison foram o suficiente para fazer com que a Virgínia ratificasse a Constituição em 25 de junho de 1788. Enquanto isso, no Estado de Nova Iorque, os Clintons, que controlavam então o governo do Estado, cederam às pressões de Alexander Hamilton, tendo ratificado a Constituição americana em 26 de julho. Sob os termos da Constituição, o novo governo federal poderia começar a operar no país, com a Constituição em vigor, no momento em que nove dos treze Estados ratificassem a Constituição. Isto ocorreu com a ratificação da Constituição por parte da Nova Hampshire, em 21 de junho de 1788. Com a adição de Virgínia em 25 e de Nova Iorque em 26, onze Estados ratificaram a Constituição, incluindo todos os principais Estados.
A Convenção Constitucional de ratificação da Carolina do Norte ocorreu, porém, sem ter ratificado a Constituição americana. A Convenção, dominada por Antifederalitas e liderada por um admirador de Jefferson, decidiu adiar a ratificação da Constituição americana até que o Congresso mostrasse-se disposto a adotar uma Carta de Direitos, que emendaria a nova Constituição para garantir certos direitos fundamentais. Rhode Island não iniciou nenhuma Convenção Constitucional de ratificação até que o novo governo federal e a nova Constituição entrassem em vigor, entre março e abril de 1789.
O Congresso da ex-confederação realizou a primeira eleição presidencial em 1789. O sistema adotado para a escolha de presidente foi a divisão do país em distritos (com exceção de territórios). Cada distrito, conhecido como colégio eleitoral, teria um número similar de habitantes entre si. Cada distrito tem direito a um voto na eleição presidencial. Nesta eleição, George Washington foi eleito, por unanimidade em todos os colégios eleitorais. John Adams foi eleito Vice-Presidente. A Cidade de Nova Iorque foi escolhida como a primeira capital nacional, em caráter temporário. Foi nesta cidade que a cerimônia de inauguração do termo presidencial foi realizada, na Federal Hall, Manhattan. George Washington seria posteriormente reeleito para um segundo mandato de presidente, em 1792, novamente tendo sido reeleito por unanimidade.
Sob a liderança de James Madison o primeiro Congresso finalmente propôs aos Estados americanos doze emendas, dez dos quais foram rapidamente adotadas. Elas constituiriam a atual Carta de Direitos. Das doze emendas, uma foi rejeitada e uma foi posteriormente ratificada como a 27° Emenda. A Carolina do Norte iniciou uma Convenção Constitucional logo após a Carta de Direitos ter sido proposta, tendo ratificado a Constituição americana em 21 de Dezembro de 1789. Rhode Island ratificou a Constituição em 29 de maio de 1790, e a Carta de Direitos na semana seguinte, em junho. A Carta de Direitos entrou oficialmente em vigor em 15 de dezembro de 1791.

George Washington, o primeiro presidente dos Estados Unidos.

## Administração George Washington
Após a eleição de George Washington como o primeiro Presidente dos Estados Unidos, em 1789, o Congresso dos Estados Unidos começou a aprovar seguidamente leis que organizavam o governo, e adotou a Carta de Direitos, na forma de 10 emendas para a recém instituída Constituição.
O primeiro censo americano foi realizado em 1790, assim cumprindo os requerimentos da Secção II do Artigo Um da Constituição Americana, que diz que "uma enumeração deverá ser realizada dentro de três anos após o primeiro encontro do Congresso dos Estados Unidos, e então, deverá ser realizada novamente a cada dez anos, seguindo as diretrizes da lei." O censo determinaria o número e o formato dos distritos congressionais em um dado Estado. A população americana então possuía o direito de eleger seus representantes para a Câmara dos Representantes, embora, à época, os senadores que representariam um dado Estado no Senado fossem escolhidos pelo Poder Legislativo dos Estados.
O Congresso americano também aprovou o Ato Judiciário de 1789, que estabelecia o Poder Judiciário nos Estados Unidos. À época, o Ato Judiciário pedia pela criação de uma Suprema Corte, compostas por seis justiças, três cortes de circuito e 13 cortes distritais. Este ato também dava à Corte Suprema o poder de mediar todas as disputas entre Estados e o governo federal.
Os dois termos de ofício de George Washington foram marcados por controvérsias e grandes dificuldades. Diversas outras políticas e decisões ambos os termos de ofício de Washington envolveram dois de seus membros de gabinete - o Secretário do Tesouro nortista Alexander Hamilton e o sulista Secretário de Estado Thomas Jefferson - cujas diferentes ideologias causaram a formação de dois diferentes partidos políticos - o Partido Federalista e o Partido Democrata-Republicano. Washington era também um proponente da neutralidade, embora o mesmo não se aplicasse à maioria dos políticos e oficiais restantes do governo americano.

### Problemas econômicos
Desde meados da Revolução Americana de 1776, problemas financeiros afetavam o governo americano. A dívida do governo havia acumulado-se ao longo da guerra pela independência, e esta dívida ameaçava desintegrar a estrutura financeira. Os Estados Unidos sofriam com a ampla falta de infra-estrutura, tais como estradas e pontes e o governo não tinha então como pagar por estes serviços. Hamilton acreditava que o governo federal deveria tomar ações imediatamente e impor impostos ao país. Já Jefferson era contra a participação do governo em assuntos econômicos.
Hamilton propôs que o governo federal aumentasse os impostos em certos produtos, tais como bebidas alcoólicas. Os fundos arrecadados com estes impostos seriam utilizados para o pagamento da dívida governamental e da dívida dos Estados, bem como para a construção e manutenção da infra-estrutura. Hamilton também era a favor da criação de um banco central, para balancear as finanças do governo. Já Jefferson era contra estas propostas. Mas posteriormente, Jefferson fez um acordo com Hamilton: Jefferson suportaria as propostas financeiras de Hamilton - com exceção da criação do banco nacional — e Hamilton apoiaria Jefferson para a criação de uma nova capital, que estaria localizada em um Estado do Sul. O Congresso americano aprovou ambas as propostas. Em 1790, a capital do país mudou-se definitivamente para Washington, Distrito de Columbia, e leis que cobravam impostos em bebidas alcoólicas e em outros produtos foram aprovadas. No ano seguinte, o Banco dos Estados Unidos da América foi criado, embora tenha sobrevivido por apenas 20 anos.
Fazendeiros que fabricavam Uísque no Vale do Monongahela, oeste da Pensilvânia, ficaram enfurecidos com a criação e aprovação destes novos impostos e iniciaram a Rebelião do Whiskey, o primeiro teste sério de sobrevivência do governo federal. Em 1794, os fazendeiros produtores de whiskey do oeste da Pensilvânia recusaram-se a pagar estes impostos. Eventualmente, protestos foram organizados na região. Washington ordenou que delegados cumprissem ordens judiciais que obrigavam os manifestantes a comparecer a uma corte federal. Em agosto, estes protestos tornaram-se cada vez mais próximos de se transformarem em uma rebelião, e em 7 de agosto, milhares de fazendeiros armados juntaram-se nos limites de Pittsburgh. Washington então criou a Lei de Milícias, aprovada em 1792, para juntar as milícias de diversos Estados. Uma força de 13 mil homens foi organizada. Esta força possuía aproximadamente o mesmo tamanho das forças americanas durante toda a Revolução de 1776. Sob o comando pessoal de Washington, Hamilton e do herói de guerra Henry Lee, o exército marchou em direção ao oeste da Pensilvânia, e rapidamente suprimiram a revolta. Dois líderes da revolta foram julgados e considerados culpados de traição, mas foram perdoados por Washington. Esta resposta marcou a primeira vez sob a nova Constituição que o governo federal teve que usar forte força militar para exercer autoridade sobre os cidadãos da nação. Foi também a única vez que um Presidente em ofício comandaria pessoalmente tropas no campo de batalha. Quanto aos impostos em bebidas alcoólicas, eles foram extintos em 1802, nunca tendo sido coletados com sucesso.

### Relações internacionais
Os Estados Unidos também enfrentou grandes problemas quanto às relações internacionais, nos primeiros anos como país independente. Uma das razões era a hostilidade dos britânicos em relação aos americanos. Nessa época a economia do país sofria, pois muitos dos produtos de exportação eram comprados pelos britânicos. Estes, por sua vez, haviam bloqueado relações comerciais e políticas com os Estados Unidos, após a assinatura do Tratado de Paris. Em 1793, o Reino Unido e a França entraram em guerra. Os franceses, tendo ajudado militarmente e economicamente os Estados Unidos durante a Guerra de Independência, esperava assistência por parte dos americanos. O federalista Hamilton favorecia boas relações com os britânicos, e queria que os Estados Unidos ajudassem os britânicos. Já o antifederalista Jefferson queria que os Estados Unidos auxiliassem os franceses.
George Washington insistiu com que os Estados Unidos permanecessem neutros ao longo da guerra. Assim, Washington rejeitou o pedido de assistência francesa. Washington também enviou diplomatas à Espanha e ao Reino Unido. John Jay negociou um tratado com os britânicos, o Tratado de Jay. Os termos deste tratado instituíam o reinício das relações comerciais com os britânicos, um tratado comercial, e a remoção de quaisquer tropas britânicas remanescentes em território americano. Este tratado, porém, fez com que os franceses se sentissem traídos. Todas as relações econômicas entre os Estados Unidos e a França assim terminaram. Em 1795, o Tratado de Pinckney foi aprovado, entre os Estados Unidos e a Espanha. Este tratado resolvia uma disputa territorial entre ambos os países sobre territórios na região da Flórida e da Geórgia, e dava aos americanos o livre uso do Rio Mississippi (que então servia como fronteira entre os Estados Unidos, a leste, e as colônias espanholas na América do Norte, a oeste. Estes tratados iniciariam uma longa guerra diplomática que estenderia-se durante as duas próximas décadas.

### Divergências no governo
A Constituição não faz menção alguma a partidos políticos, e muitos dos Pais Fundadores dos Estados Unidos, incluindo George Washington, eram contra a instalação de partidos políticos, alegando que estas organizações causavam "faccionalismo", que caracterizava o governo em muitos dos Estados americanos. A controvérsia na ratificação da Constituição, porém, sugeriu as primeiras regras e padrões do sistema de partidos políticos que posteriormente emergiria no país. Ao longo da década de 1790, divergências em relação a diferentes temas como relações internacionais e outras políticas do governo causaram o estabelecimento de dois partidos políticos no país.
Os federalistas, que haviam promovido a Constituição, aproveitaram-se da oportunidade para colocar o novo governo e a nova Constituição em operação, enquanto que após a adoção das últimas, os antifederalistas, que nunca existiram como um grupo bem organizado, efetivamente deixou de existir. Porém, os ideais dos direitos dos Estados e de um governo federal com menores poderes foi absorvido em grande parte pelo crescimento de um novo partido, o Partido Democrata-Republicano, que eventualmente assumiu o papel da oposição oficial aos federalistas, e subido ao poder no governo federal, com a eleição do democrata-republicano Thomas Jefferson como Presidente americano.

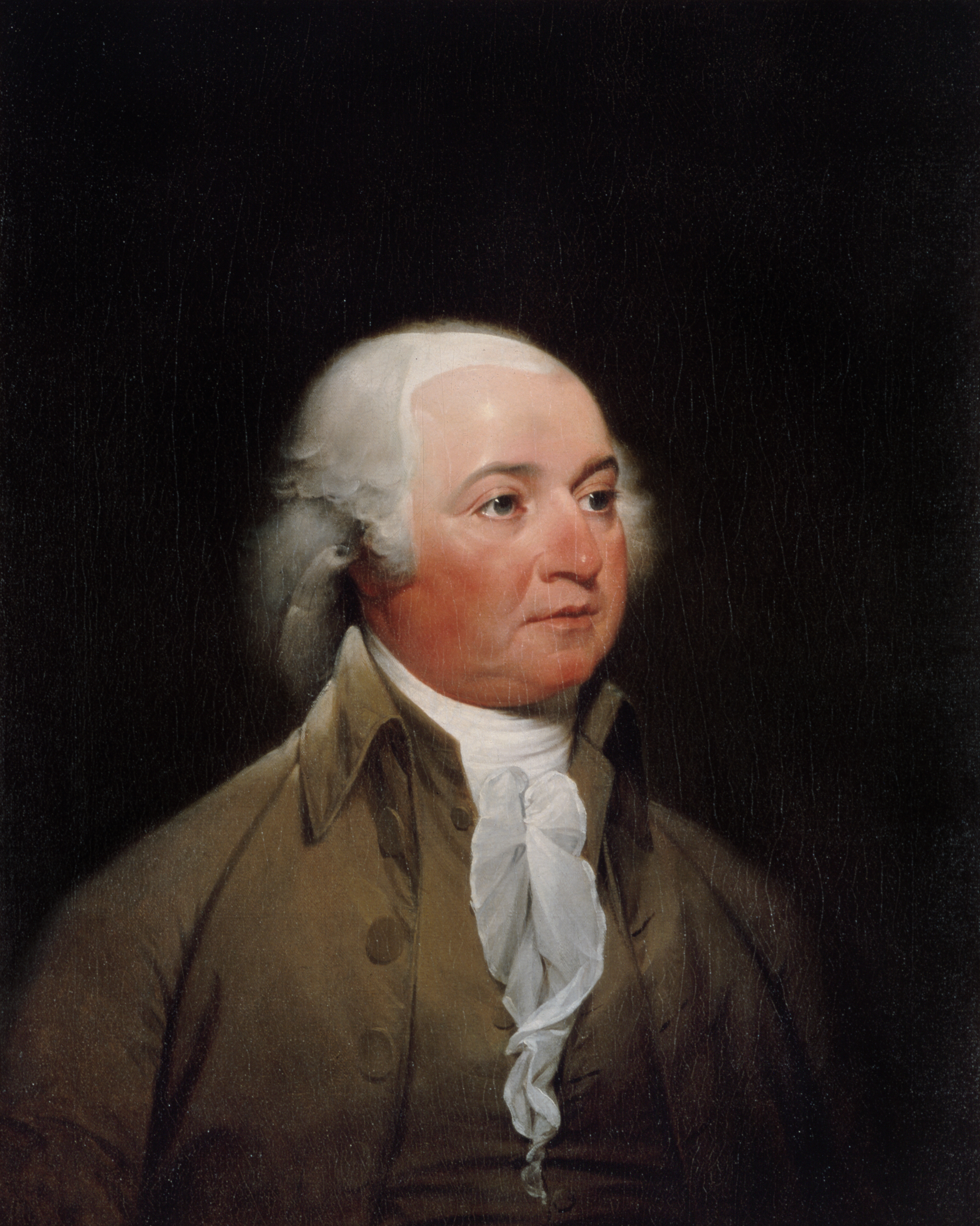
John Adams foi o segundo presidente dos Estados Unidos e também serviu como o primeiro embaixador americano para o Reino Unido.

## John Adams e o Caso XYZ
George Washington decidiu não concorrer a um terceiro mandato para presidente e assim o fez por duas razões. Washington acreditava que servir mais do que oito anos como Presidente o tornaria um ditador à frente da população estadunidense. Além disso, outra razão foram as constantes disputas entre as diferentes facções políticas no governo e a criação dos primeiros partidos políticos, irritaram muito este grande líder, contrário ao ideologismo e a criação de partidos políticos. Seu vice-presidente, John Adams, de Massachusetts, foi eleito o novo presidente do país. Antes mesmo de ter assumido a presidência, Adams havia brigado com Alexander Hamilton - e por isto, o termo de ofício de Adams foi caracterizado por um governo ainda mais dividido.
Problemas nas relações internacionais também foram um grande problema durante o termo de ofício de Adams. Quando o Tratado de Jay foi assinado com o então designado Reino da Grã-Bretanha em 1794, restituindo relações políticas e comerciais entre os britânicos e os americanos, a França, que havia ajudado militarmente e economicamente os Estados Unidos durante a Revolução Americana de 1776, declarou que quaisquer depósitos de alimentos, estabelecimentos navais e material de guerra em portos inimigos (neste caso, o Reino Unido) estaria sujeito ao ataque e confiscação por parte da Marinha francesa. Assim, os franceses iniciaram a atacar navios mercantes americanos. Por volta de 1797, os franceses haviam capturado cerca de 300 navios americanos, e tinham cortado todas as relações diplomáticas com os Estados Unidos. Quando Adams enviou três diplomatas a Paris para negociar, três agentes do Ministério do Exterior de Charles-Maurice de Talleyrand-Périgord informaram os americanos que o processo de negociação poderia ser somente iniciado se os Estados Unidos emprestassem 12 milhões de dólares à França, e fornecessem propina a oficiais do governo francês. A identidade destes agentes franceses foi mantida em segredo, e Adams chamou estes agentes de "X, Y e Z" em seu relatório ao Congresso. Por isto, este caso ficou conhecido como o "Caso XYZ".
O Caso XYZ causou grande furor nos Estados Unidos, e a hostilidade americana em relação à França cresceu drasticamente. Este Caso levou a um aumento de número de pessoas que se alistaram nas Forças Armadas dos Estados Unidos - especialmente da Marinha. A proposta dos franceses foi considerada um insulto pela população americana, e muitos tornaram-se a favor de iniciar guerra contra os franceses, dos quais Hamilton era um proponente.
Em 1799, após uma série de batalhas navais com os franceses em conflito não declarado, que ficou conhecida como "quase-guerra", a guerra declarada parecia inevitável. Nesta crise, Adams decidiu ignorar os conselhos de Hamilton para que os Estados Unidos declarassem oficialmente guerra aos franceses, e enviou três novos diplomatas para a França. Napoleão Bonaparte, que então subira ao poder, recebeu os novos diplomatas cordialmente, e o perigo de novos conflitos diminuiu com a negociação da Convenção de 1800, que terminava oficialmente a aliança de defesa entre os Estados Unidos e a França. Porém, os franceses recusaram-se a pagar 20 milhões de dólares de indemnizações, para os navios que haviam sido capturados pela Marinha francesa.
Hostilidade contra a França levou ao Partido Federalista a tachar o Partido Democrático-Republicano de "traidor", uma vez que a última favorecia boas relações diplomáticas com a França. Então, os federalistas tinham uma grande maioria em ambas as casas do Congresso. O Partido Federalista então, buscando silenciar seus críticos - primariamente membros do Partido Democrático-Republicano, bem como estrangeiros vivendo no país - levou ao Congresso americano a aprovar o Alien and Sedition Acts. Estes atos foram aprovados em 1798, com a aprovação de Adams - ele mesmo um federalista. Estes atos tornavam certas ações em atos criminosos. Estes ações incluíam criticar o Congresso ou um membro em particular do Congresso, bem como o Presidente; dava ao último o poder de deportar ou aprisionar estrangeiros, e triplicava o tempo necessário para a obtenção da cidadania americana de 5 para 14 anos. Esta última medida foi adotado contra imigrantes franceses e irlandeses, a quem os federalistas suspeitavam de serem os principais apoiantes dos democratas-republicanos.
Estes atos geraram grande descontentamento nos Estados Unidos. Jefferson e Madison conseguiram que o Legislativo de ambos os Estados aprovassem a Resoluções de Kentucky e Virgínia, em novembro e dezembro de 1798. De acordo com estas resoluções, os Estados dos Estados Unidos poderiam interpor suas opiniões em ações do governo federal, e efetivamente anular estes atos. A doutrina de anulação seria usada, futuramente, pelos Estados do Sul, em defesa de seus interesses sobre a questão de tarifas alfandegárias, e muito mais polemicamente, o trabalho escravo. Estes atos destes Estados desafiavam os Atos recém aprovados pelo governo americano, e em apenas dois anos, as partes mais ofensivas do Alien and Sedition Acts seriam removidas.
A aprovação do Alien and Sedition Acts deu ao Partido Federalistas uma péssima reputação, o de ser um partido político que favorecia opressão. Os federalistas haviam estabelecido um forte governo federal, mas a falha do partido em honrar o princípio de que o governo americano deve ser responsivo à vontade da população, os federalistas colocaram, além do Alien and Sedition Acts, outros atos que a maior parte da população americana eram contra, tais como impostos em casas, terra e escravos, afetando todos os proprietários no país.

## Democracia Jeffersoniana
Em 1800, a população dos Estados Unidos estavam prontos para mudanças. A forte reação pública contra o Partido Federalista ajudou Thomas Jefferson a vencer as eleições presidenciais de 1800. Jefferson conseguiu grande apoio de comerciantes e fazendeiros. Sua extrema popularidade devia-se por causa de sua dedicação e fidelidade ao idealismo e à Constituição americana. Em seu discurso de abertura, o primeiro discurso presidencial na nova capital, Washington, D.C., Jefferson prometeu um "governo sábio", para preservar a ordem entre os habitantes, mas que, por outro lado, os "americanos estariam livres para regular suas próprias vidas".
A mera presença de Jefferson na Casa Branca incentivou os procedimentos democráticos no país. A filosofia política de Jefferson, que tornaria-se conhecida como Democracia Jeffersoniana, era o de um país onde a agricultura de subsistência dominaria. Jefferson também incentivou a expansão americana em direção ao oeste. Acreditando que muito da população americana ainda estava sob opressão, Jefferson pediu por uma lei liberal de naturalização. Ao final de seu segundo termo como presidente, seu Secretário de Estado, Albert Gallatin, havia reduzido a dívida governamental para menos de 560 milhões de dólares. Uma grande onda de fervor Jeffersoniano espalhou-se pela nação, e Estado após Estado aboliram qualificações de propriedade como um dos requisitos para tornar-se candidato à postos importantes no governo, e aprovou leis mais humanas para devedores e criminosos.

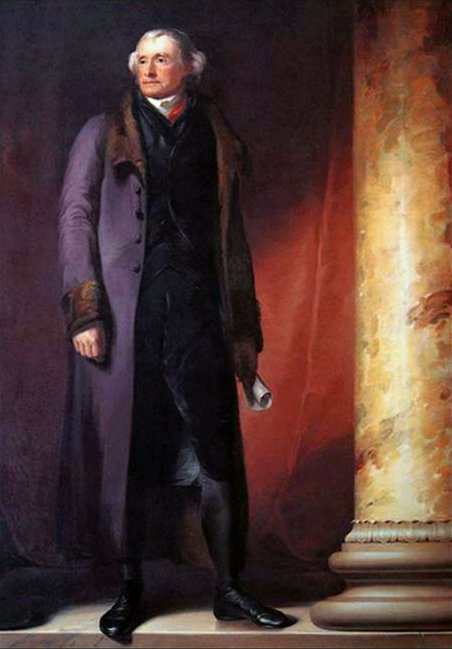
Thomas Jefferson, o terceiro presidente do país.

Jefferson visionava uma sociedade ideal, onde os americanos levariam vidas simples mas produtivas, onde a intervenção do governo seria mínima. Jefferson era contra um forte governo central, e acreditava que, sendo os habitantes do país capazes de dirigir suas próprias vidas, a necessidade de um governo diminuiria. Porém, apesar de suas crenças, durante o seu termo como presidente, Jefferson não conseguiu evitar ações que expandiam o poder do governo.

### Compra da Louisiana
A Compra da Louisiana foi o primeiro evento importante dos anos de presidência de Jefferson. Em 1801, porém, Jefferson soube que a França havia comprado da Espanha o Território da Louisiana, uma gigantesca região que estendia-se entre o oeste do Rio Mississippi e o leste das Montanhas Rochosas. Então, a Espanha era fraca militarmente, e pouco interesse tinha em seus territórios na América do Norte, e não constituía grande ameaça para os Estados Unidos. Porém, a França era governada por Napoleão Bonaparte, e era uma grande potência militar e econômica européia. Jefferson viu o controle francês da Louisiana, vizinho ocidental dos Estados Unidos, como um grande perigo à nação.
Jefferson gradualmente pressionou diplomaticamente a França a ceder partes estratégicas da Louisiana para os Estados Unidos, tais como New Orleans. Porém, em 1803, Napoleão Bonaparte ofereceu a venda de todo o território aos Estados Unidos, por 15 milhões de dólares. A Constituição americana, então, não autorizava ao governo a compra de territórios estrangeiros. Jefferson eventualmente admitiu que "havia esticado a Constituição até que este se rompesse". A Compra da Louisiana, que adicionava 2 144 476 quilômetros quadrados de área, mais do que dobrou o território controlado pelo Estados Unidos, deu ao país o livre uso da Bacia do Rio Mississippi, e oferecia aos Estados Unidos grande potencial para expansão. Jefferson enviou em 1804 dois exploradores à Louisiana, Meriwether Lewis e William Clark, para explorar e mapear o território adquirido. Ambos eventualmente alcançaram o Oceano Pacífico, em 1806. Os estudos de ambos os exploradores forneceram diversas informações sobre a geografia e as riquezas do novo território, bem como sobre nativos americanos.
Algumas semanas após a compra, guerra iniciou-se entre a França e o Reino Unido. O Estados Unidos, que eram dependentes da exportação de produtos agrários à Europa, tentou exportar seus produtos - primariamente alimentos e matéria-prima - para ambas as potências em guerra, e assim lucrar com o transporte de produtos entre estes países e suas colônias no Caribe. Ambos os lados permitiram por vezes este comércio, quando os beneficiavam. Porém, tanto a França quanto o Reino Unido eram contra o comércio dos Estados Unidos com ambos os países. Ao longo desta guerra, navios de ambas as marinhas em guerra capturaram dezenas de navios mercantes americanos.
Em 1805, os britânicos destruíram a Marinha francesa na Batalha de Trafalgar. Logo após a vitória, os britânicos passaram a tentar a cortar todas as relações ultra-marítimas de comércio da França. Por isto, em 1807, o Reino Unido impôs um bloqueio naval da costa americana. Dezenas de navios americanos foram capturados, e centenas de marinheiros americanos foram obrigados a servirem nas forças armadas britânicas; sendo os que recusavam-se executados.
Acreditando que o Reino Unido não tinha ou não poderia confiar em outras fontes de alimentos que não os Estados Unidos, o Congresso e Thomas Jefferson suspenderam todo o comércio internacional com quaisquer países no Ato do Embargo de 1807, esperando que assim o Reino Unido removesse seu bloqueio da costa americana. O embargo, porém, devastou as exportações de produtos agrários dos Estados Unidos e enfraqueceu centros portuários do país, enquanto que o Reino Unido encontrou outras fontes de alimentos.

## Guerra de 1812

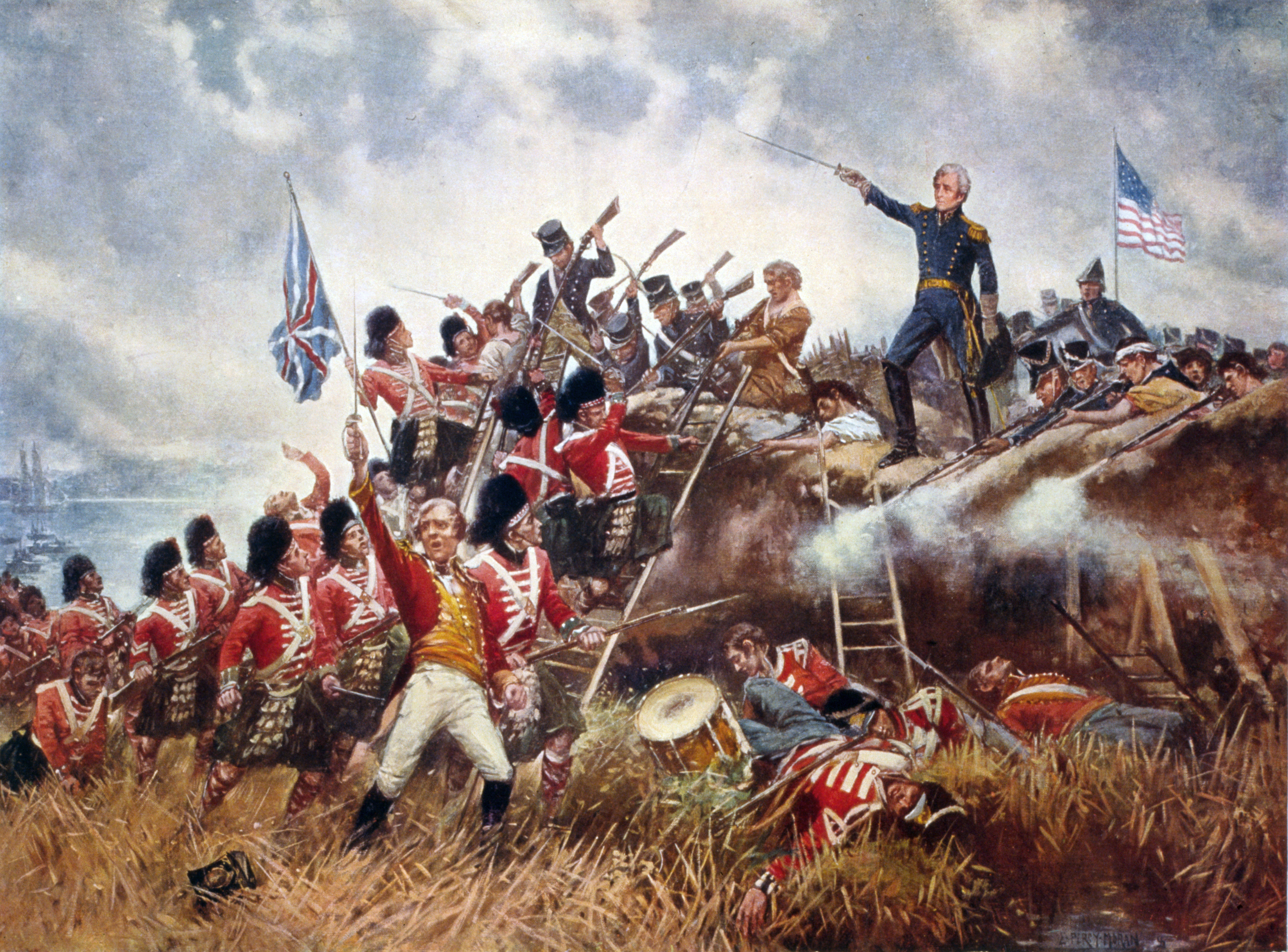
A Guerra anglo-americana de 1812 foi o primeiro conflito internacional travado pelos Estados Unidos e também o último contra a Inglaterra.

James Madison venceu as eleições presidenciais americanas de 1808, primariamente por causa de suas habilidades em relações internacionais, em uma época onde tanto a França quanto o Reino Unido estavam à beira da declaração de guerra contra os Estados Unidos. Madison, uma vez na presidência do país, rapidamente removeu o embargo. A França logo se propôs a terminar todos seus ataques contra navios mercantes americanos e não interferir com o comércio internacional americano. Porém, o Reino Unido continuou ativamente os ataques contra a frota mercante americana. Além disso, os britânicos passaram a fornecer grandes quantidades de suprimentos militares a nativos indígenas do sul dos Grandes Lagos, e incentivavam estes indígenas a atacarem comunidades americanas e grupos de colonos americanos que viajavam em direção ao oeste.
Em resposta a estes problemas, os Estados Unidos declararam guerra contra o Reino Unido em 1812. Os habitantes do Sul e do Oeste do país eram em sua grande maioria a favor da guerra, uma vez que se preocupavam em defender o direito da expansão americana em direção ao oeste e o direito de ter acesso a mercados internacionais para seus produtos de exportação. Já os federalistas da Nova Inglaterra opuseram-se à guerra, e sua reputação sofreria muito ao final do conflito, causando a desintegração do partido político.
No início da guerra, os Estados Unidos rapidamente invadiram o Canadá, então colônia britânica, e capturaram diversas cidades daquele país. Os americanos incentivaram os canadenses a se rebelarem contra o Reino Unido e a se juntarem aos Estados Unidos. Porém, devido ao pouco apoio popular da população canadense pelos ideais americanos e a mobilização de grandes quantidades de tropas britânicas do Reino Unido no Canadá, os americanos foram obrigados a recuarem. Os britânicos invadiram então os Estados Unidos, tendo ocupado diversas cidades do nordeste americano, entre elas, Washington, D.C., a capital americana.
A invasão britânica da capital americana fez com que, subitamente, um grande número de pessoas passassem a alistar às forças armadas. A soberania do país estava em risco e a independência deveria ser mantida a todo custo, o governo proclamou. O avanço britânico foi parado em Baltimore, em 1814. As cenas da batalha de defesa da cidade por parte dos americanos fizeram com que Francis Scott Key, que testemunhara a batalha, escrevesse The Star-Spangled Banner, que eventualmente tornaria-se o hino dos Estados Unidos.
A guerra terminou oficialmente em 8 de janeiro de 1815, sob os termos do Tratado de Ghent. A Batalha de New Orleans, porém, ocorreu após a assinatura do tratado. Esta batalha resultou em vitória para os Estados Unidos. Um dos principais comandantes americanos durante a guerra, Andrew Jackson, o General das forças americanas durante a Batalha de New Orleans, tornou-se imensamente popular nos Estados Unidos.
A Guerra de 1812 causou um drástico crescimento do nacionalismo e do orgulho americano. O país então acabara de resistir militarmente contra a maior potência militar do mundo à época. A guerra causou um súbito aumento da moral americana - especialmente na Batalha de New Orleans. Os britânicos, segundo o tratado de paz, se comprometeram a parar com seus ataques contra navios mercantes americanos, e um período de paz, de expansão territorial, de isolacionismo e do fortalecimento da economia do país, seguiu-se. Este período ficaria conhecido como Era do Bem Sentir.